# أندرياس مولر (رسام)
أندرياس مولر (بالدنماركية: Andreas Møller) هو رسام دنماركي، ولد في 30 نوفمبر 1684 في كوبنهاغن في الدنمارك، وتوفي في عقد 1760 في برلين في ألمانيا.